# 知心生力站
知心生力站（日语：／ Fureai-Shōriki eki */?）是位於福岡縣田川郡福智町赤池1026番2號，平成筑豐鐵道的伊田線車站。車站編號為HC7。

## 歷史
- 1997年（平成9年）3月22日：車站啟用。

## 車站構造
車站是一座地面車站，設有2面2線的相對式月台。此站是無人車站。車站沒有車站大樓，只有候車室。車站位於路塹路段。

### 月台
| 月台 | 路線    | 上下行 | 方向                                 |
| ---- | ------- | ------ | ------------------------------------ |
| 東邊 | ■伊田線 | 下行   | 金田、田川伊田、田川後藤寺、行橋方向 |
| 西邊 | ■伊田線 | 上行   | 市場、中泉、直方方向                 |

## 使用狀況
- 在2018年度，1日平均上落車人次為208人[1]。
- 在2019年度，1日平均上落車人次為250人[1]。

## 車站周邊
車站位於前赤池町中心北邊。車站周邊設有名為赤池新城的住宅區。
- 福智町圖書館、歷史資料館
- 田川信用金庫（日语：田川信用金庫）赤池分店
- 赤池新城
- 福智町立綜合保健設施Cosmos（Cosmos診所、保健福祉中心）
- 福智町立赤池中學
- 福智町立市場小學
- 福智町民球場
- 彈珠機店 A1福智店

## 相鄰車站
平成筑豐鐵道
伊田線
市場（HC6）－知心生力（HC7）－赤池（HC8）

## 注腳
1. 1 2 3  鉄道を未来につなぐために（令和元年度版） ︳ へいちくネット（平成筑豊鉄道） （页面存档备份，存于）（日語） 各站上落人次調査結果
2. ↑  上野之里 知心市 （页面存档备份，存于）—福岡縣觀光聯盟

## 外部連結
- 知心生力站 （页面存档备份，存于）（日語）（平成筑豐鐵道沿線情報網站）